# Ernst Seger
Ernst Seger (* 19. September 1868 in Neurode, Provinz Schlesien; † 12. August 1939 in Berlin) war ein deutscher Bildhauer und Medailleur.

## Leben
Ernst Seger wurde als drittes Kind des Rechtsanwalts und Notars Albert Seger und seiner Frau Cäcilie, geb. Rust in Neurode in der Grafschaft Glatz geboren.
Er besuchte ab 1884 die Bildhauerklasse der Königlichen Kunst- und Gewerbeschule Breslau unter Robert Härtel und arbeitete ab 1886 im Atelier von Christian Behrens. Ab den späten 1880er Jahren erhielt er erste größere Aufträge für Denkmäler. Nach seiner Mitarbeit im Atelier von Auguste Rodin in Paris in den Jahren 1893 und 1894 führte er ein eigenes Atelier in Berlin. 1895 schuf er ein Kaiser-Wilhelm-Denkmal für Glatz. Um 1900 wurde er durch seine Jugendstil-Bildhauerarbeiten, vor allem weibliche Akte, populär.
Im Kaiserreich wie auch später in der Zeit des Nationalsozialismus war Seger ein angesehener Künstler. Für die Staatliche Majolika-Manufaktur Karlsruhe schuf er eine Adolf-Hitler-Büste in Majolika. 1938 war er auf der Großen Deutschen Kunstausstellung im Münchner Haus der Deutschen Kunst mit drei Bronzeplastiken vertreten, darunter eine Ringwerferin.
Die mit einem eigenen Werk geschmückte Grabstätte von Ernst Seger und seiner 1950 gestorbenen Frau Rosina befindet sich auf dem Südwestkirchhof Stahnsdorf.

## Werk (Auswahl)
- 1891: Kriegerdenkmal in Essen
- 1895: Kaiser-Wilhelm-Denkmal in Glatz
- 1900: Dianagruppe (Bronze) im Scheitniger Park in Breslau
- 1903: Bismarckbrunnen in Breslau
- 1905: Moltke-Denkmal in Schweidnitz
- 1902–1905: Figurengruppen Kampf und Sieg am Bismarck-Brunnen in Breslau, die gesamte Brunnenanlage hat der Architekt Bernhard Sehring geplant.[6]
- 1910: Skulptur Der Ringer (erworben durch das Wallraf-Richartz-Museum in Köln)
- 1931: Storchenbrunnen in Berlin-Tempelhof
- 1935: Ganymed im Hearst Castle in San Simeon, USA
- 1933: Porträtbüste des Musikers Hugo Rüdel
- 1937: Skulptur Speerwerferin im Grugapark in Essen

Das Œuvre Ernst Segers bewegt sich stilistisch zwischen unterschiedlichen Einflüssen und weist Tendenzen von Neubarock, Neuklassizismus, Jugendstil und Symbolismus auf.
Van Ham Art Estate betreut den wissenschaftlichen Nachlass von Ernst Seger seit 2005. Dieser beinhaltet u. a. das von dem Bruder Fritz Seger angefangene Werkverzeichnis, das unter der Leitung von Prof. Peter Bloch, Berlin, fortgeführt wurde, sowie die Autobiographie und die Biographie des Bruders.

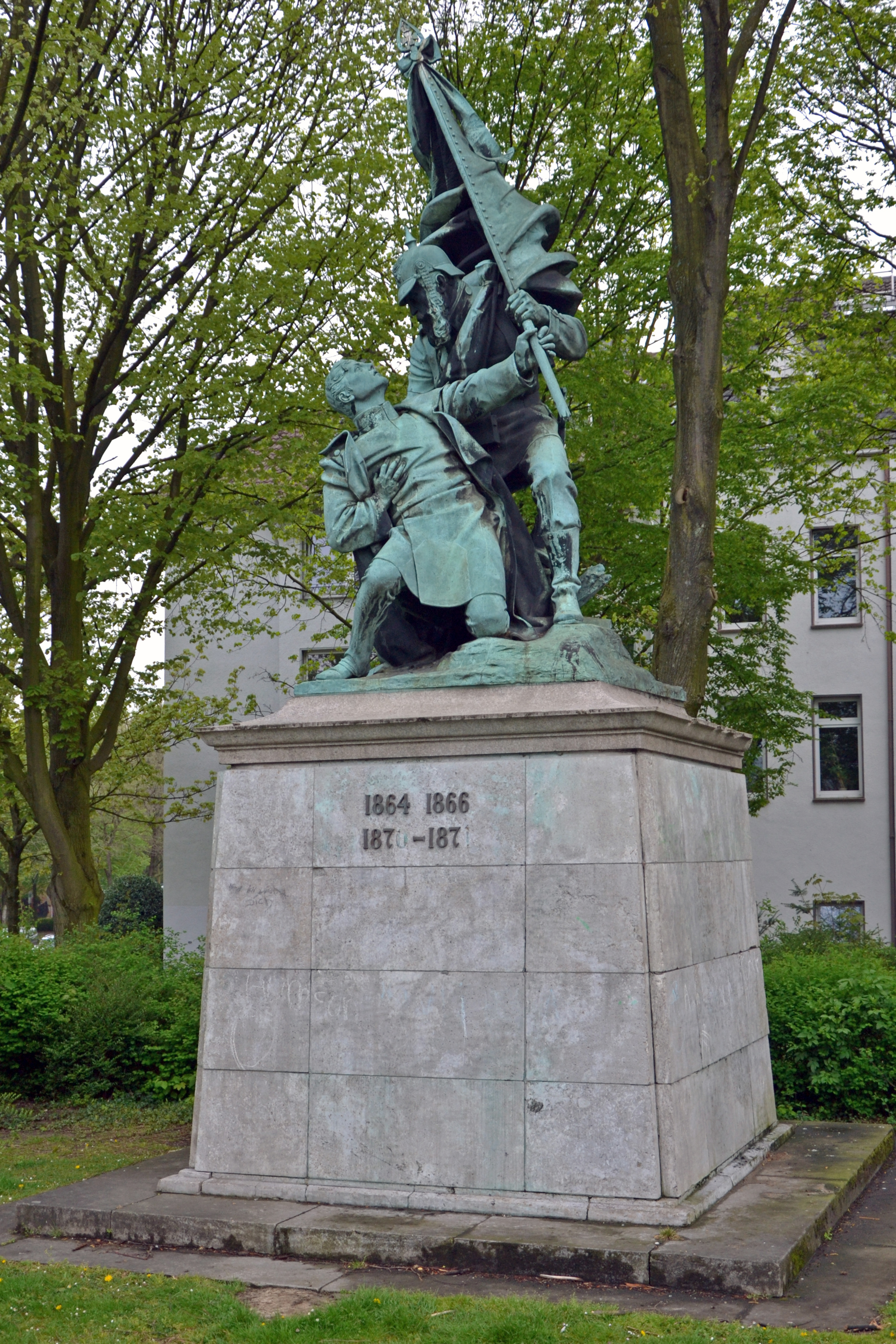
Kriegerdenkmal in Essen
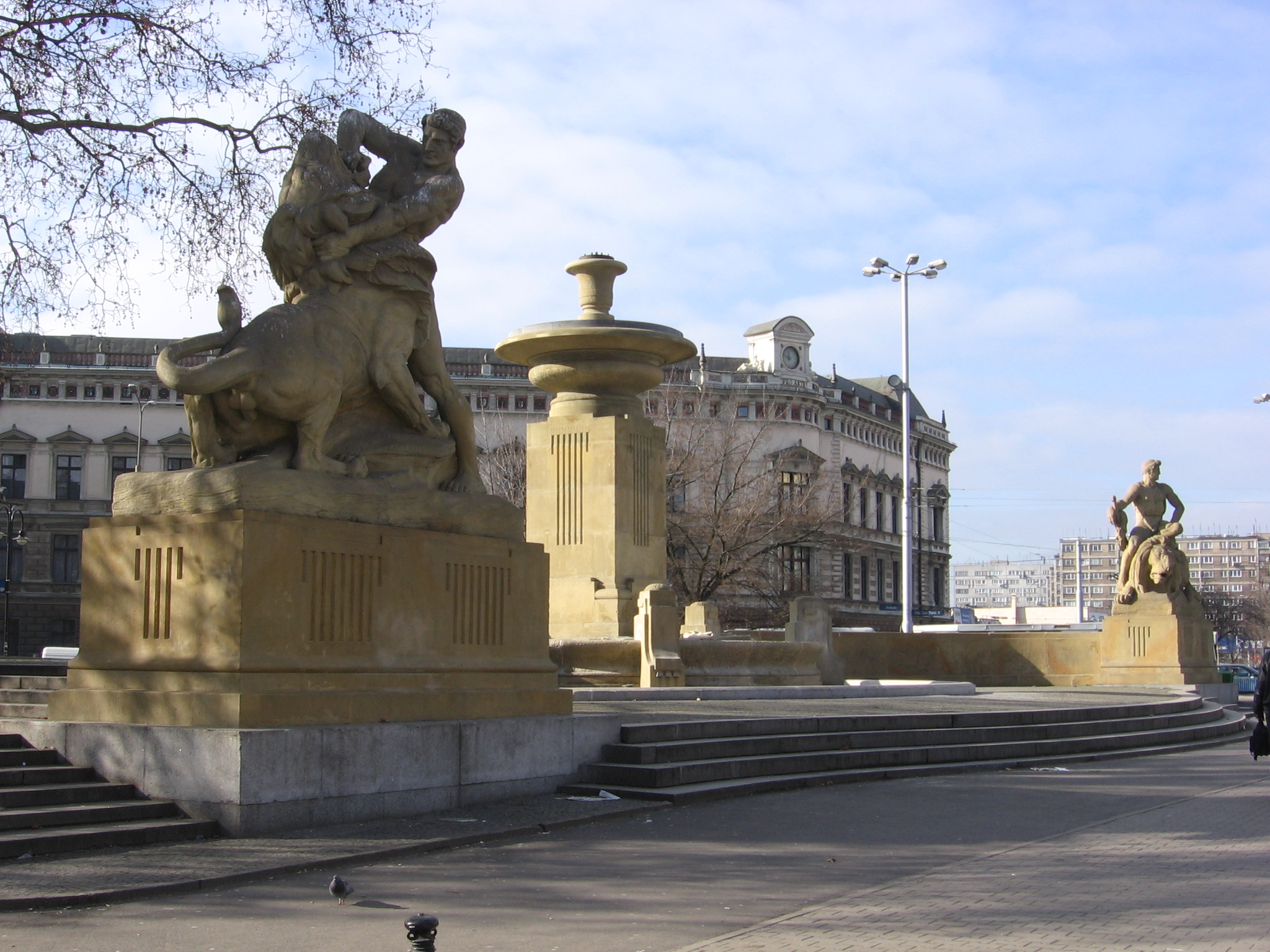
Bismarck-Brunnen in Breslau
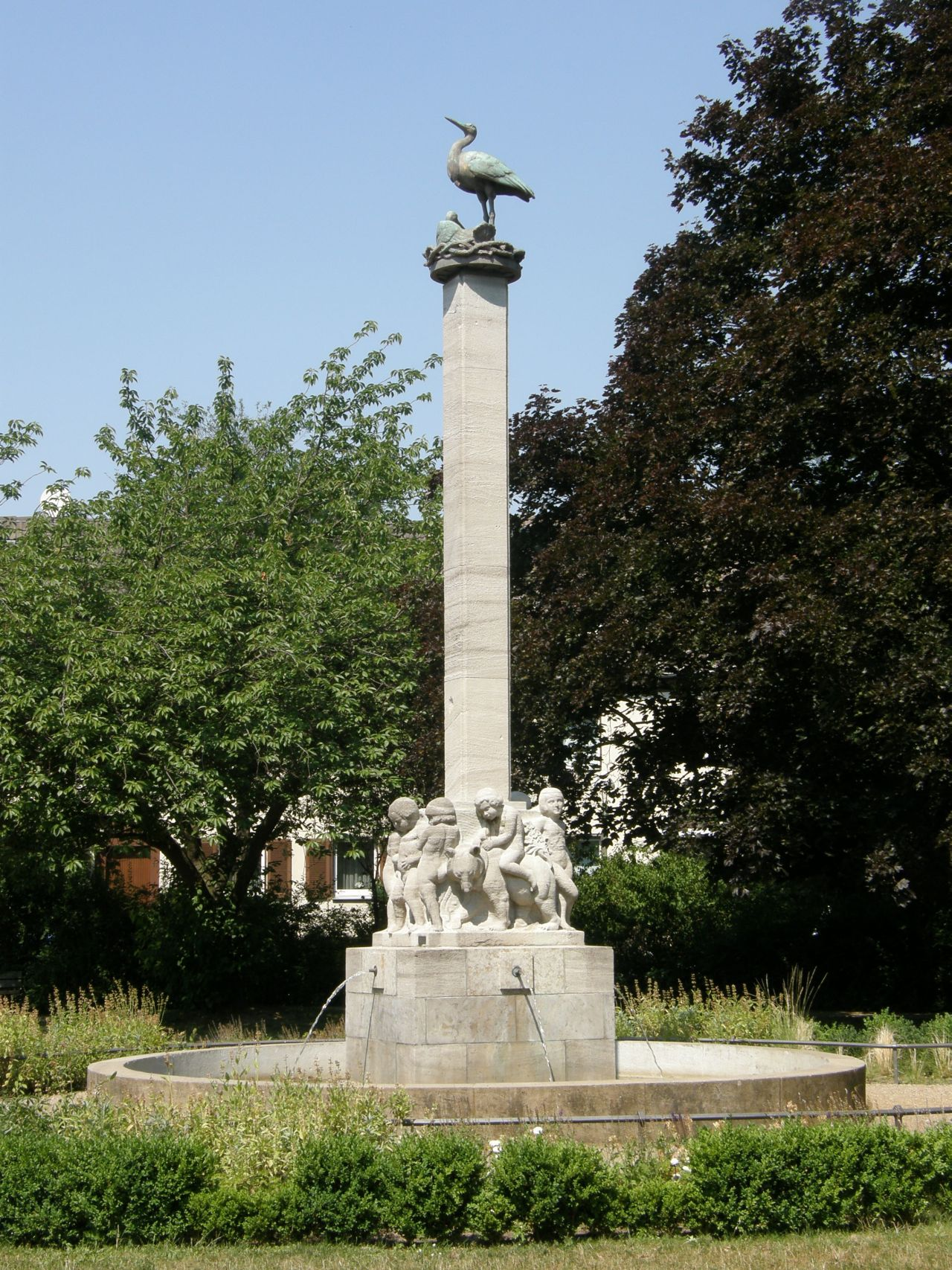
Storchenbrunnen in Berlin-Tempelhof
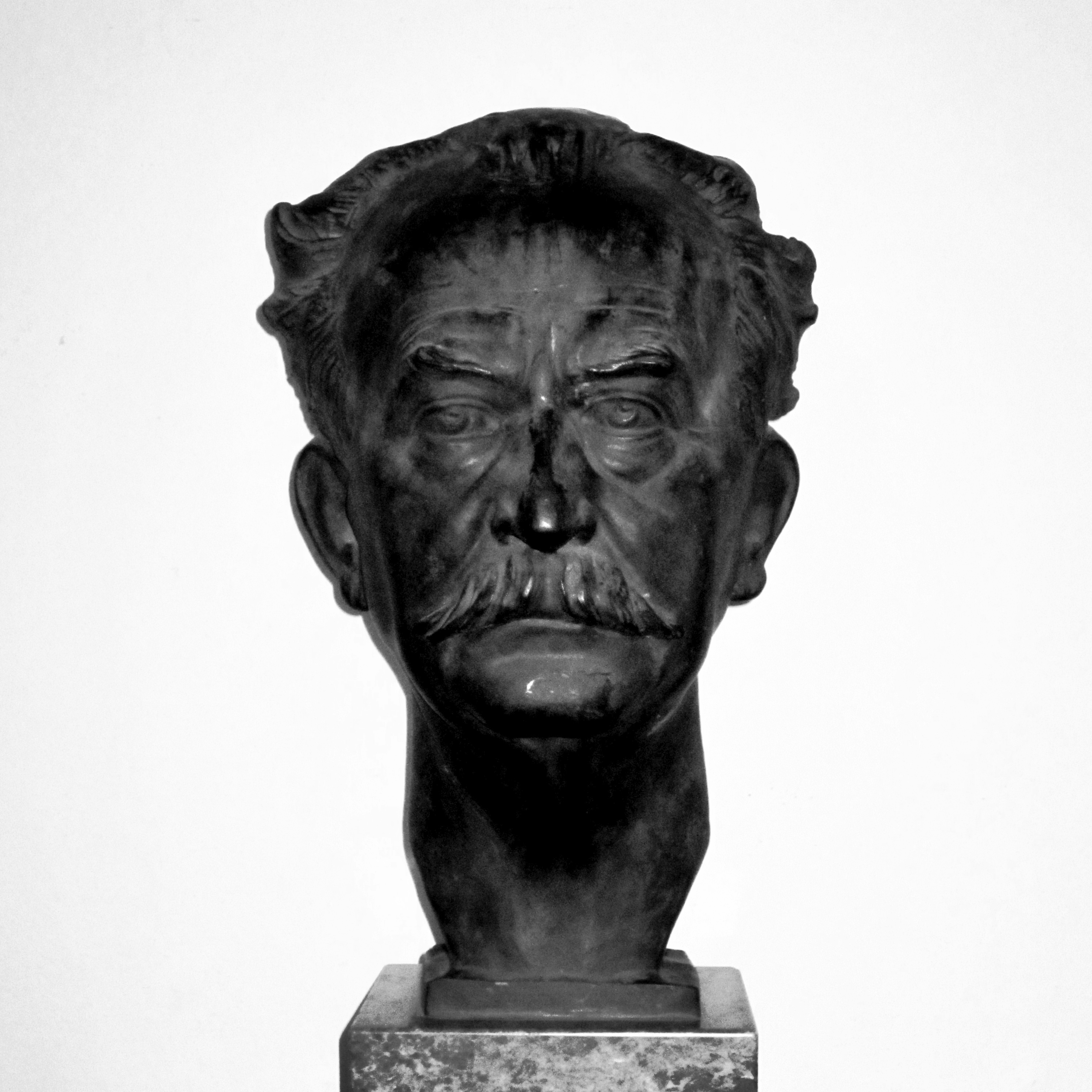
Porträtbüste Hugo Rüdel
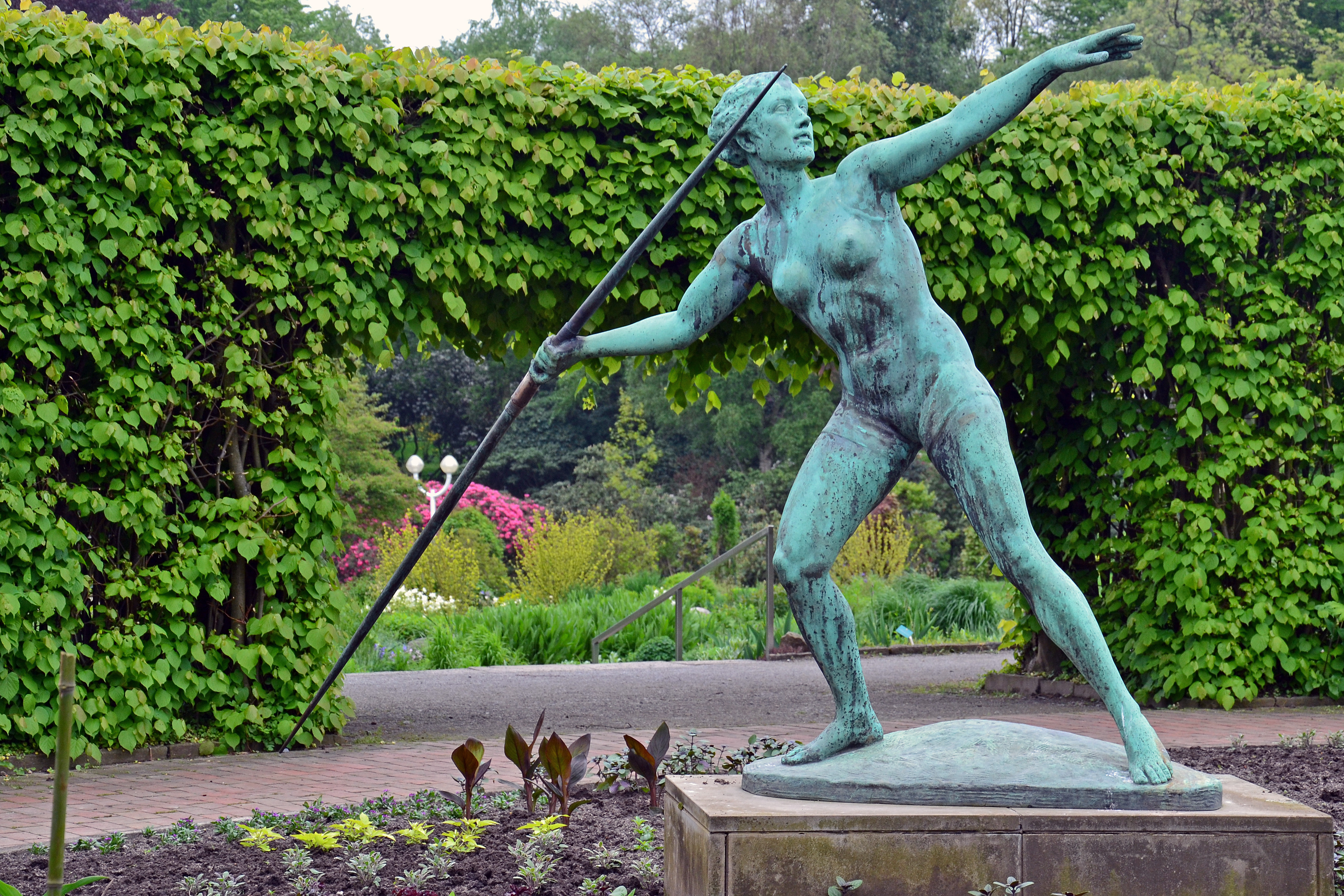
Speerwerferin in Essen
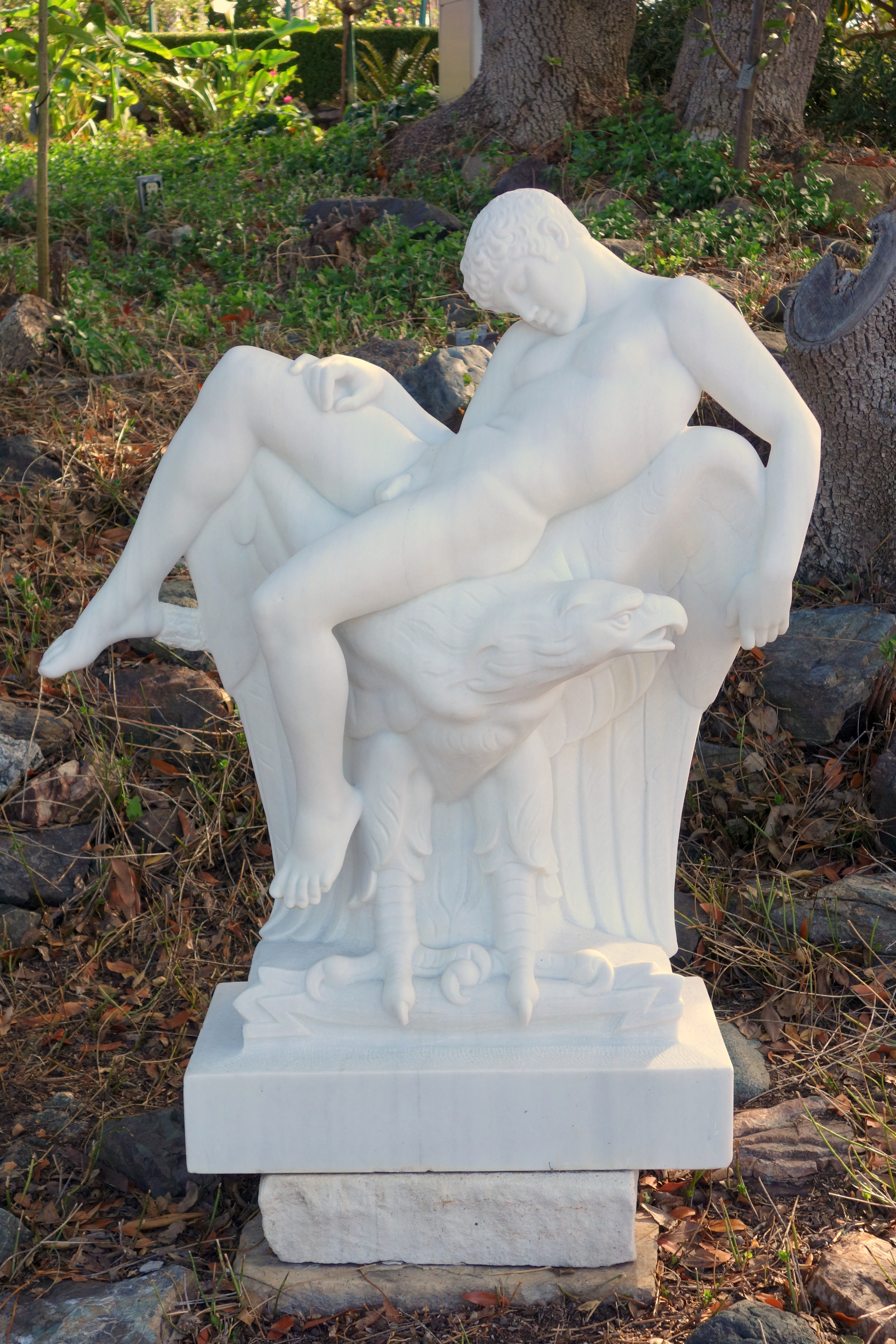
Ganymed in San Simeon, California, USA